# Itaúba
Itaúba este un oraș în Mato Grosso (MT), Brazilia.